# Villalaco

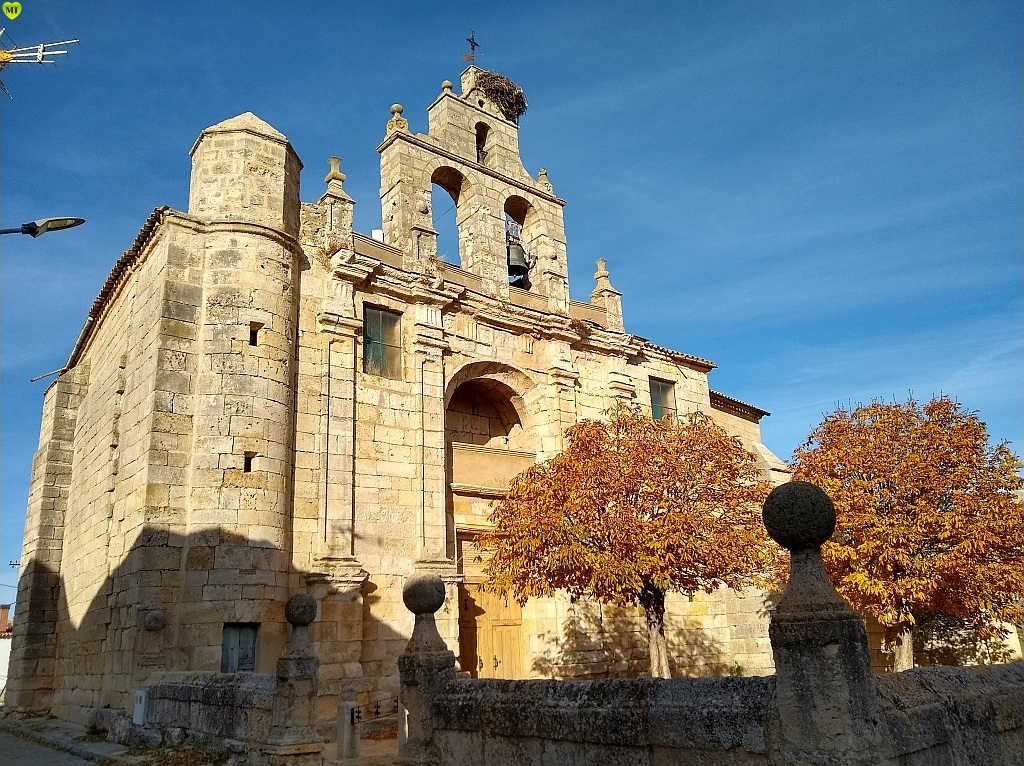
Iglesia de Santa Eufemia

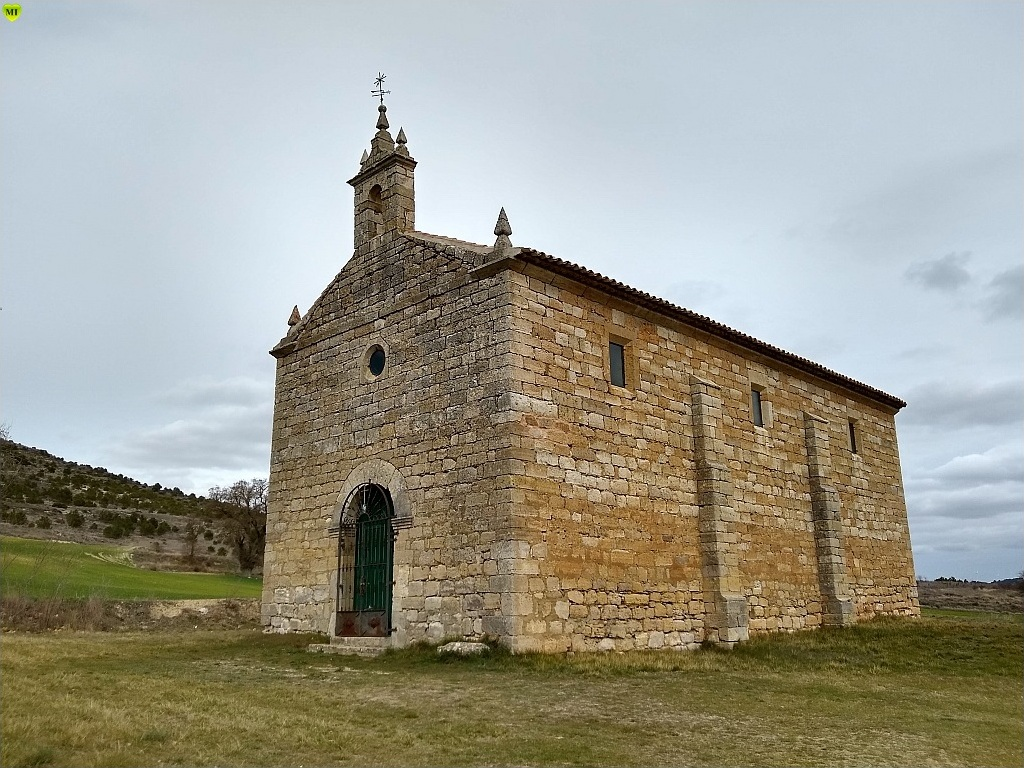
Ermita

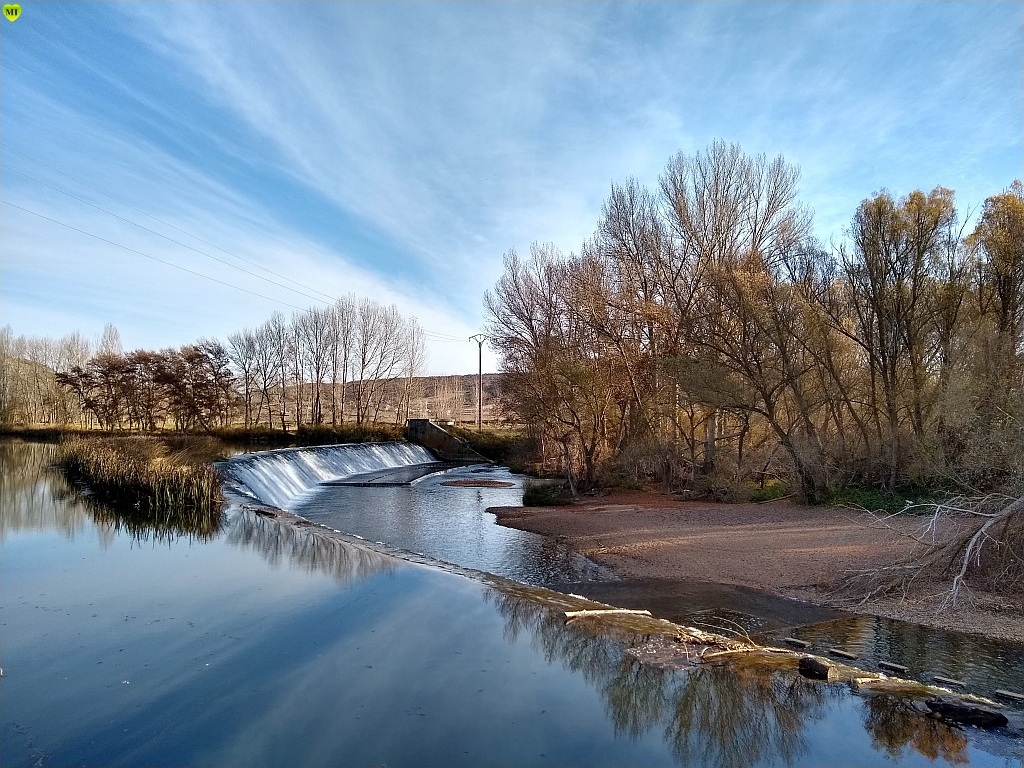
La presa

Villalaco es un municipio y localidad española de la provincia de Palencia (Castilla y León).

## Geografía
La localidad se encuentra en el valle del río Pisuerga, próximo ya a unirse al Arlanza. Se sitúa entre las localidades de Cordovilla la Real y Astudillo y frente a Valbuena de Pisuerga, separados por el primer río mencionado.
Aspecto representativo del municipio es el azud del río Pisuerga, denominado popularmente, como "La presa de Villalaco". Este espacio sirve de lugar de baño y a él acuden numerosos palentinos durante los calurosos meses de verano. Además, de este azud nace el "Canal de Villalaco", el cual sirve para el riego de los cultivos y finaliza su cauce en Dueñas.
Otros espacios significativos del municipio son la plaza mayor, el rollo de jurisdicción, la iglesia de Santa Eufemia, la ermita de la Virgen de Valderroblejo, el barrio de bodegas, las antiguas escuelas y el frontón.
La fiesta patronal se celebra el 16 de septiembre en veneración a Santa Eufemia, Virgen de Valderroblejo. Se realiza una procesión desde la iglesia hasta la ermita con danzantes y música tradicional a base de dulzaina y tambor. Además la Asociación Villalaco Entre Todos organiza el primer fin de semana de agosto las Fiestas del Veraneante entre otras actividades culturales y festivas a lo largo del año.

## Historia

### SigloXIX
Así se describe a Villalaco en la página 160 del tomo XVI del Diccionario geográfico-estadístico-histórico de España y sus posesiones de Ultramar, obra impulsada por Pascual Madoz a mediados del siglo XIX:

VILLALACO

Villa con ayuntamiento en la provincia y diócesis de Palencia (5 leguas), partido judicial de Astudillo (1), audiencia territorial y capitanía general de Valladolid (12).
Situada al extremo E de la provincia y a la margen derecha del río Pisuerga; su clima es templado, con buena ventilación y sano, padeciéndose solo algunas intermitentes.
Consta de 130 casas de mala construcción, a excepción de 20 que hay regulares; la escuela de primeras letras está dotada con 9 cargas de trigo, y lo que dan los padres de los 34 alumnos que concurren; los vecinos se surten del agua del río citado; la iglesia parroquial (Santa Eufemia), es de entrada y está servida por un cura teniente y un beneficiado; al O de la villa distante 300 pasos, se halla la ermita de la Virgen de Val de Robejo, de grande veneración entre los vecinos.
El término confina por N y O Astudillo; por S dehesa de Matanza, y O río Pisuerga.
Su terreno es de mediana calidad.
Los caminos son locales y la carretera, que pasando por Torquemada conduce a Santander; los primeros en mal estado, no así la segunda.
Producciones: trigo, centeno, cebada, legumbres y vino; se cría ganado lanar y caza de liebres, perdices y otras aves; pesca la del mencionado río.
Industria: la agrícola y un buen molino harinero con 3 piedras.
Comercio: la exportación del sobrante de sus productos y la importación de algunos artículos de consumo ordinario.
Población: 72 vecinos, 375 almas.

Capital productivo: 301.850 reales. Imponible: 17.640. El presupuesto municipal asciende a 648 reales y se cubre con los arbitrios del ayuntamiento.

## Demografía
Cuenta con una población de 61 habitantes (INE 2024).
| Gráfica de evolución demográfica de Villalaco entre 1842 y 2021                                                       |
| |
| Población de derecho según los censos de población del INE. Población de hecho según los censos de población del INE. |

## Vecinos ilustres
- Salvino Sierra, médico, fundador del Museo Anatómico de Valladolid.